# Barriera tra Israele e Siria
La barriera tra Israele e Siria è una barriera di separazione che Israele ha costruito lungo le alture del Golan al confine con la Siria. È stata costruita per evitare infiltrazioni in territorio israeliano alla luce della guerra civile siriana. Circa 10 chilometri di barriera sono stati realizzati.